# Mie Branders
Mie Branders (9 maart 1964) is een Belgisch arts en marxistisch politica voor de PVDA.

## Levensloop
Branders groeide op in een katholiek gezin te Rillaar waar haar vader schepen was voor de CVP. Ze was er actief in de Chiro en engageerde zich voor de derde wereld en de antirakettenbeweging. In 1989 studeerde ze af aan de UIA Faculteit Geneeskunde. Daarop aansluitend ging ze aan de slag als dokter bij Geneeskunde voor het Volk te Hoboken.
In 1997 reisde ze af naar Noord-Korea om de kraamzorg daar te onderzoeken. Ze ontmoette er de Noord-Koreaanse vice-minister van volksgezondheid en schreef er vervolgens een lovend stuk over in het tijdschrift Solidair.
In 2000 was ze lijsttrekster voor de PVDA+ in het district Hoboken. Haar partij behaalde 6,7 %, voldoende voor een mandaat in de districtsraad. In 2006 slaagde ze erin om het aantal stemmen voor haar partij te verdubbelen, met een tweede raadslid tot gevolg. Zelf kreeg ze 1.136 naamstemmen. Hierdoor ontstond er een bestuurscrisis in Hoboken, waar de coalitie van sp.a-Spirit, VLD-Vivant, CD&V-N-VA enkel verder kon als minderheidskabinet. Het alternatief was een bestuursmeerderheid met PVDA of Vlaams Belang-VLOTT te vormen. Zowel VLD als N-VA stelden een veto tegen een bestuursdeelname van de PVDA. Het Vlaams Belang was voor alle partijen onbespreekbaar. Zo kwam er uiteindelijk een minderheidskabinet tot stand, de PVDA besloot constructief oppositie te voeren in het district.
In 2009 ging ze aan de slag bij de UA, waar ze huisartsgericht onderwijs doceert. Op 17 januari 2012 ontving ze een gemeentelijke administratieve sanctie (GAS-boete) na een grieppreventie-actie van Geneeskunde voor het Volk op de Grote Markt te Antwerpen. Ze verklaarde onmiddellijk de GAS-boete niet te zullen betalen, waarin ze geruggensteund werd door Peter Mertens. Daarnaast stelden ze dat er politieke motieven van het stadsbestuur in het spel zouden zijn. Kort daarop verklaarde het stadsbestuur de boete te halveren, maar ook dat weigerden ze te betalen. Vervolgens namen ze een advocaat onder de arm om de GAS-boete aan te vechten. Het proces vond plaats in het Antwerpse gerechtsgebouw op 20 september 2012. Ze werd veroordeeld.
Bij de lokale verkiezingen van 2012 verdubbelde de PVDA onder leiding van Branders opnieuw haar aantal stemmen en raadsleden. Ze werd verkozen met 1.818 voorkeurstemmen, hiermee was ze de tweede populairste politica van het district. Ze moest enkel Kathelijne Toen (N-VA) laten voorgaan die 2.237 naamstemmen kreeg, eervol derde was Tom De Boeck (sp.a-Groen) met 917 voorkeurstemmen.
Uiteindelijk zetelt ze in de gemeenteraad van de stad Antwerpen waar ze met 2.145 voorkeurstemmen ook in verkozen is. In 2018 werd ze met 2.239 stemmen opnieuw verkozen in de Antwerpse gemeenteraad.
Ze is de echtgenote van beeldhouwer Lebuïn D’Haese en moeder van drie zonen, waaronder bioloog en politicus Jos D'Haese. Branders is woonachtig te Hoboken.